# Bitter Sweet Symphony

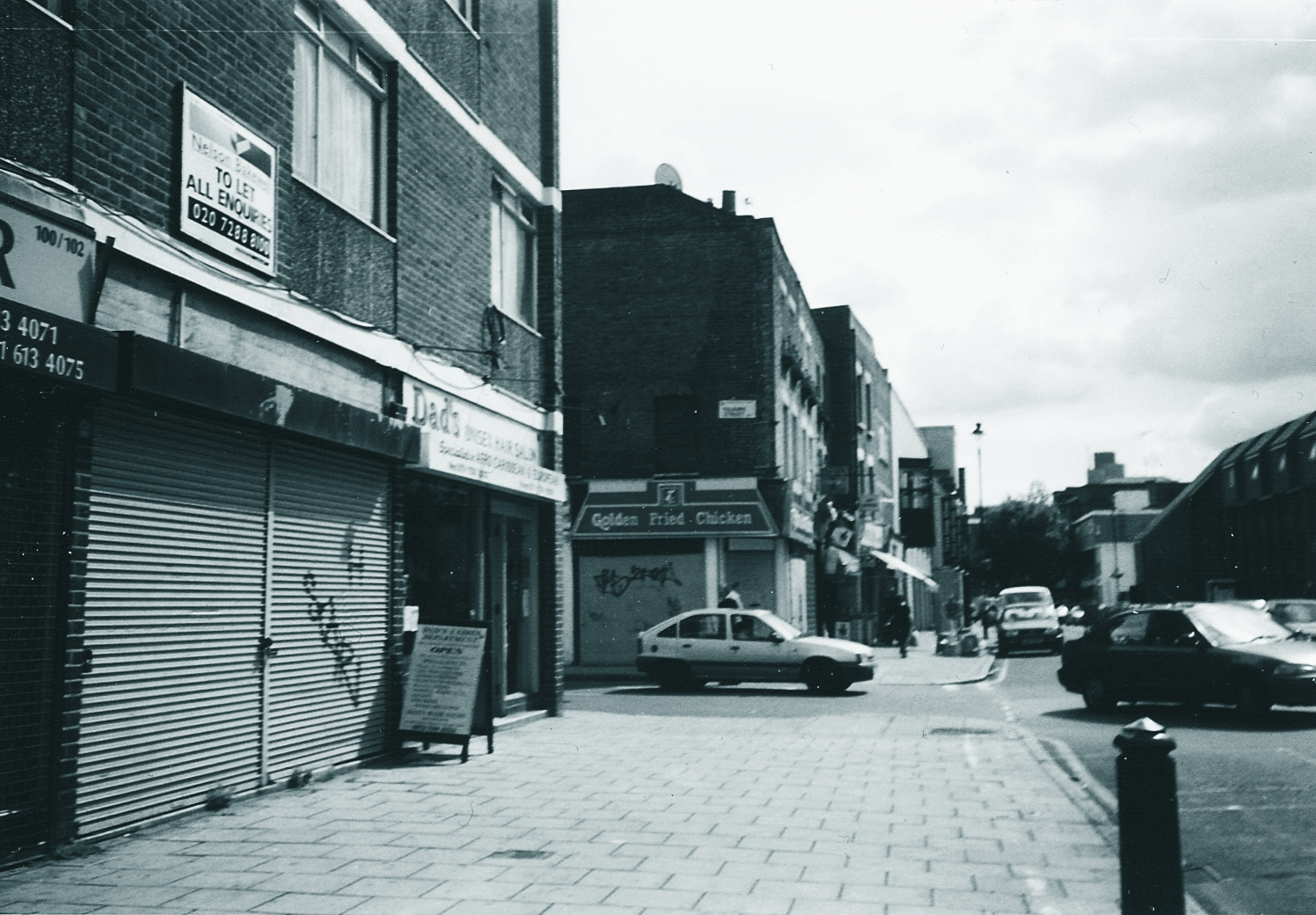
Hoxton Street, miejsce nagrywania ujęć z teledysku

Bitter Sweet Symphony – przebój zespołu The Verve z ich trzeciego albumu, Urban Hymns. Singel z tym utworem został wydany 16 czerwca 1997 roku. 
Na portalu Rate Your Music określono go jako reprezentującego m.in. gatunki Brit pop, Chamber pop i Space rock. 
Charakterystyczne tło muzyczne utworu zostało zapożyczone z utworu The Last Time zespołu The Rolling Stones, przearanżowanego w 1966 i wydanego w ramach projektu Andrew Oldham Orchestra, za którym stał Andrew Oldham. The Verve umieścił w albumie informację o wykorzystaniu fragmentu utworu, jednak według wytwórni ABKCO Records wydającej The Rolling Stones niezgodnie z umową użyto dłuższego fragmentu niż ustalony. Z tego powodu zespołowi The Verve zostały odebrane prawa majątkowe do utworu, na rzecz firmy ABKCO Records. W następnych latach nowy właściciel sprzedawał prawa do wykorzystania utworu do licznych reklam, filmów i seriali. Utwór ten jest piosenką tytułową filmu „Szkoła uwodzenia”. Zespół Limp Bizkit wykorzystał słowa „Bitter Sweet Symphony” w 2005 roku w „Home Sweet Home/Bittersweet Symphony”.
W 2019 r. Mick Jagger i Keith Richards zdecydowali się wyłączyć swoje nazwiska z praw do piosenki, przekazując całość praw do utworu na rzecz The Verve.

## Teledysk
Teledysk został wyreżyserowany przez Waltera A. Sterna, a jego premiera odbyła się 11 czerwca 1997 roku. Obraz jest hołdem dla nakręconego jednym ujęciem, bez cięć montażowych teledysku do utworu „Unfinished Sympathy” grupy Massive Attack i koncentruje się na śpiewie Richarda Ashcrofta podczas spaceru po ruchliwej londyńskiej ulicy, bez zmiany tempa ani kierunku, z wyjątkiem jednego momentu, w którym jest zmuszony zatrzymać się przed jadącym samochodem. Pod koniec teledysku reszta zespołu dołącza do Ashcrofta. 
Teledysk rozpoczyna się na rogu ulic Hoxton i Falkirk leżących w londyńskim East End, następnie Ashcroft kieruje się na północ wzdłuż wschodniej strony Hoxton Street, aż dociera do Hoxton Gardens, po czym przechodzi na róg Purcell Street i wraca tą samą drogą, którą przyszedł, na koniec na rogu Crondall Street, naprzeciwko miejsca, w którym zaczął się teledysk dołącza do niego reszta zespołu.
Istnieje alternatywna wersja wideo, w której Ashcroft przestaje iść, gdy wpada na trzech mężczyzn i zostaje przez nich pobity.
Teledysk otrzymał dużą rotację na kanałach muzycznych i był nominowany do wielu nagród, w tym trzech nagród MTV na MTV Video Music Awards 1998.

## Notowania i certyfikaty
| Lista przebojów (1997–98)              | Najwyższa pozycja |
| -------------------------------------- | ----------------- |
| Australia (Top 50 Singles)             | 11                |
| Austria (Ö3 Austria Top 40)            | 15                |
| Belgia (Ultratop 50 Singles, Flandria) | 21                |
| Belgia (Ultratop 50 Singles, Walonia)  | 18                |
| Francja (Top Singles & Titres)         | 16                |
| Finlandia (Suomen virallinen lista)    | 6                 |
| Hiszpania (PROMUSICAE)                 | 2                 |
| Holandia (Single Top 100)              | 14                |
| Irlandia (Singles Chart)               | 3                 |
| Islandia (Tonlist)                     | 2                 |
| Kanada (Billboard Canadian Hot 100)    | 5                 |
| Niemcy (Media Control Charts)          | 37                |
| Nowa Zelandia (Recorded Music NZ)      | 15                |
| Norwegia (VG-lista)                    | 9                 |
| Polska (LP3)                           | 14                |
| Stany Zjednoczone (Hot 100)            | 12                |
| Szkocja (Official Charts Company)      | 1                 |
| Szwajcaria (Singles Top 100)           | 15                |
| Szwecja (Sverigetopplistan)            | 10                |
| Wielka Brytania (UK Singles Chart)     | 2                 |
| Włochy (FIMI)                          | 7                 |

| Kraj                     | Certyfikat       | Sprzedaż   |
| ------------------------ | ---------------- | ---------- |
| Australia (ARIA)         | Złota płyta      | 35 000+    |
| Francja (SNEP)           | Złota płyta      | 250 000+   |
| Niemcy (BVMI)            | Złota płyta      | 250 000+   |
| Stany Zjednoczone (RIAA) | Złota płyta      | 500 000+   |
| Wielka Brytania (BPI)    | 2x platyna płyta | 1 200 000+ |
| Włochy (FIMI)            | Platynowa płyta  | 50 000+    |